# Коммунистическая партия (Фландрия)
Коммунистическая партия Фландрии или просто Коммунистическая партия (нидерл. Kommunistische Partij) — бельгийская фламандская политическая партия, придерживающаяся идеологии марксизма-ленинизма.

## История
Основана в 1989 после роспуска Коммунистической партии Бельгии по причине образования языковых барьеров. Секретарём ЦК Компартии Фландрии являлся Як Перкуй. У партии есть два молодёжных крыла: Graffiti Jeugddienst и Jong-KP. Партийная печать — газета «Агора».
В декабре 2009 года на съезде в Брюсселе было объявлено о будущем роспуске партии, хотя она продолжает существовать и сейчас (лидером является Арне Байер). Причиной роспуска стали планы бельгийских левых по возрождению распущенной в 1989 году Коммунистической партии Бельгии.